# Houari Boumédiène (Algeria)
Houari Boumédiène è un comune dell'Algeria, situato nella provincia di Guelma.